# جبل الرحون
جبل الرحون أو جبل آدم أو جبل سرنديب هو جبل علوه 2243 متر وهو يقع في جزيرة سريلانكا، قرب مدينة راتنابورا. وتأتي أهمية هذا الجبل أو الجبال الموجودة في سيرلانكا أو سرنديب، كما كان يسمونها العرب في ذلك الوقت، إلى أن بعض المرويات المسيحية والإسلامية تذكر أن آدم عندما هبط من الجنّة هبط فوق تلك الجبال.
يتميز جبل سرنديب بامتلاكه غطاء نباتي كثيف مع أشجار كبيرة وأزهار بارزة وبساتين فاكهة نادرة، ومعظم المنطقة المحيطة به هي بمثابة محمية جبلية ينتشر فيها العديد من الفهود والفيلة، كما وتمتاز المنطقة باحتوائها على العديد من الأحجار الكريمة مثل الياقوت الأزرق والزمرد.
كما يمتاز جبل سرنديب بأن قمته المخروطية تنتهي بمنصة مستطيلة الشكل تبلغ مساحتها 22×7 متراً تقريباً، حيث يوجد فجوة كبيرة تشبه القدم البشرية، ويتم زيارة هذه القمة من قبل العديد من الزوار كل عام، وهنالك سلاسل ثقيلة على جهة الجبل الجنوبية الغربية والتي يُعتقد بأنه تم وضعها من قبل الإسكندر الأكبر.
وصف ابن بطوطة جبل سرنديب وصفاً دقيقاً جميلاً في كتابه (تحفة النظار في غرائب الأمصار) حيث قال: «هو من أعلى الجبال الموجودة في الدنيا، ولقد رأيناه من البحر ونحن في السفن، وكان بيننا وبينه الكثير ومسيرة تسعة أيام. ولما صعدنا على قمة الجبل كان السحاب تحتنا وقد حال بيننا وبين إمكانية رؤية أسفل ذلك الجبل، وكان مغطىً باللون الأخضر لما فيه من أشجار دائمة الخضرة، وكان يملؤه الكثير من الأزهار والورود وخصوصاً اللون الأحمر، فيه الكثير من الماء النقي العذب البارد المثلج، وتستمتع عيناك عند الصعود لهذا الجبل». من هنا نعرف أن سرنديب اسم عربي أطلقه العرب على تلك الدولة بمكوناتها من الجبال والجزر.